# Heinz-Ulrich Walther
Heinz-Ulrich Walther (* 11. März 1943 in Stendal) ist ein ehemaliger deutscher Eiskunstläufer, der im Paarlauf für die DDR startete.

## Biografie
Heinz-Ulrich Walther trat für den SC Dynamo Berlin an. Seine erste Eiskunstlaufpartnerin war Brigitte Wokoeck. Mit ihr wurde er 1962 und 1964 DDR-Meister im Paarlauf. Zusammen nahmen sie an zwei Europameisterschaften teil. Bei ihrem Debüt 1962 wurden sie Sechste und 1963 Achte. Die Olympischen Spiele 1964 in Innsbruck beendete sie auf dem zehnten Platz.
1964 trennte sich das Paar und Walther lief von nun an zusammen mit Heidemarie Steiner, die er 1969 heiratete. In den Jahren 1966, 1967, 1969 und 1970 wurden sie DDR-Meister. Sie nahmen im Zeitraum von 1966 bis 1970 an Welt- und Europameisterschaften teil. Bei den Europameisterschaften 1967, 1968 und 1970 gewannen sie die Bronzemedaille. Ihre einzige Medaille bei Weltmeisterschaften errangen sie mit Bronze hinter den sowjetischen Paaren Irina Rodnina und Alexei Ulanow sowie Ljudmila Smirnowa und Andrei Suraikin bei der Weltmeisterschaft 1970 in Ljubljana. Es war die erste Medaille im Paarlauf für die DDR bei Eiskunstlaufweltmeisterschaften. Bei den Olympischen Spielen 1968 in Grenoble verpassten sie als Vierte eine Medaille. Ihr Trainer war Heinz-Friedrich Lindner.
Heinz-Ulrich Walther studierte Medizin und arbeitete an der Charité in Berlin. Er war bis zu seinem Ruhestand akademischer Mitarbeiter an der Klinik für Orthopädie.
Er betätigte sich außerdem als internationaler Eiskunstlaufpreisrichter und internationaler technischer Kontrolleur für das Paarlaufen.

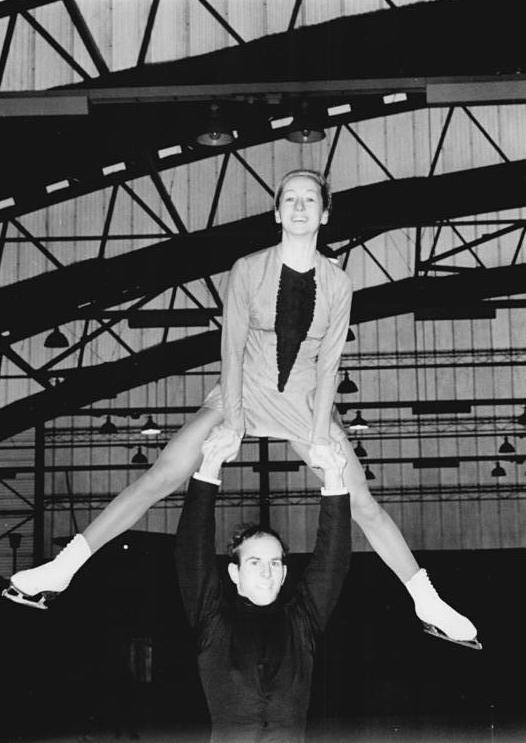
Heinz-Ulrich Walther und Heidemarie Steiner bei den DDR-Meisterschaften 1966

## Ergebnisse

### Paarlauf
(bis 1964 mit Brigitte Wokoeck, ab 1966 mit Heidemarie Steiner)

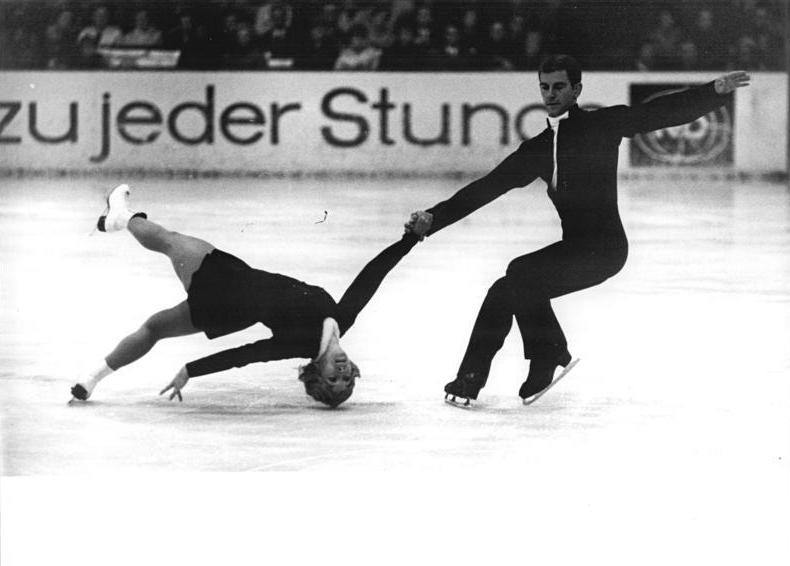
Heinz-Ulrich Walther und Heidemarie Steiner, 1969

| Wettbewerb / Jahr       | 1960 | 1961 | 1962 | 1963 | 1964 | 1965 | 1966 | 1967 | 1968 | 1969 | 1970 |
| ----------------------- | ---- | ---- | ---- | ---- | ---- | ---- | ---- | ---- | ---- | ---- | ---- |
| Olympische Winterspiele |      |      |      |      | 10.  |      |      |      | 4.   |      |      |
| Weltmeisterschaften     |      |      |      |      |      |      | 9.   | 5.   | 5.   | 5.   | 3.   |
| Europameisterschaften   |      |      | 6.   | 8.   |      |      | 8.   | 3.   | 3.   | 4.   | 3.   |
| DDR-Meisterschaften     | 3.   |      | 1.   | 3.   | 1.   |      | 1.   | 1.   | 2.   | 1.   | 1.   |